# Tristachya viridearistata
Tristachya viridearistata là một loài thực vật có hoa trong họ Hòa thảo. Loài này được (J.B.Phipps) Clayton miêu tả khoa học đầu tiên năm 1967.